# Jānis Ivanovs
Jānis Ivanovs, né le 9 octobre 1906 à Preiļi – mort le 27 mars 1983 à Riga, est un compositeur letton.

## Biographie
Ivanovs naît dans le village Babru sādža près de Preiļi dans la Latgalie.
Lors de la Première guerre mondiale, la famille s'exile à Vitebsk et à Smolensk. Le garçon apprend à jouer du piano alors qu'il a douze ans. La famille rentre en Lettonie en 1920. Il étudie au Conservatoire de musique de 1924 à 1931.
À partir de 1931, il travaille comme chef d'orchestre symphonique à la compagnie de radiodiffusion publique de Lettonie.
Il compose la musique du film Fils du pêcheur de Varis Krūmiņš sorti en 1957.
Il a enseigné à de nombreux compositeurs lettons à l'Académie de musique de Lettonie, tel Juris Karlsons.
Du temps de l'occupation de la Lettonie par l'Union soviétique, Jānis Ivanovs est membre du conseil des compositeurs de la RSS de Lettonie, et en 1950-1951, son président. Il est aussi le député du Soviet suprême de l'Union soviétique en 1950-1958. Il est récompensé par un prix Staline en 1950, pour la Syphonie nº 6 Latgalian (1949).
Il est inhumé au cimetière boisé de Riga.

## Œuvres

### Symphonies
- nº 1 en si bémol mineur Poema Sinfonia (1933)
- nº 2 en ré mineur (1937)
- nº 3 en fa mineur (1938)
- nº 4 Atlantis avec chœur de femmes (1941)
- nº 5 en ut majeur (1945)
- nº 6 Latgalian (1949)
- nº 7 en ut mineur (1953)
- nº 8 en si mineur (1956)
- nº 9 (1960)
- nº 10 (1963)
- nº 11 en mi bémol mineur (1965)
- nº 12 en ut majeur Sinfonia Energica (1967)
- nº 13 en ré mineur Sinfonia Humana (1969)
- nº 14 Sinfonia da Camera pour orchestre à cordes (1971)
- nº 15 Sinfonia Ipsa (1972)
- nº 16 (1974)
- nº 17 en ut majeur (1976)
- nº 18 (1977)
- nº. 19 (1979)
- nº 20 en mi bémol majeur (1981)
- nº 21 en ut majeur (1983, inachevée)

### Poèmes symphoniques
- Rainbow (1939)
- Lacplesis (1957)
- Poema Luttuoso pour Orchestre à cordes (1966)
- Novella Brevis (1982)

### Autres œuvres orchestrales
- Concerto pour violon en mi mineur (1951)
- Concerto pour violoncelle en si mineur (1952)
- Concerto pour piano en ré mineur (1959)

### Musique de chambre
- Quatuor à cordes nº 1 (1931/32)
- Quatuor à cordes nº 2 en ut majeur (1946)
- Quatuor à cordes nº 3 (1961)
- Trio avec Piano (1976, publié 1979)

### Œuvres pour piano
- Three Sketches
- Sonata Brevis
- Andante Replicado en mi bémol mineur